# أمراض دماغية وعائية
الأمراض الدماغية الوعائية أو السكتة الدماغية أو الحوادث المخية هو مرض وعائي من أمراض دورة دموية دماغية تصيب شرايين المخ إمداد الأكسجين إلى الدماغ هي المتضررين مما أدى إلى واحدة من عدد من الأمراض القلبية الوعائية. الأكثر شيوعا هذا هو السكتة الدماغية أو جلطة دماغية بسيطة. ويمكن أن تكون أحيانا سكتة  أي من هذه يمكن أن تؤدي إلى الخرف الوعائي.
ارتفاع ضغط الدم (ارتفاع ضغط الدم) هو السبب الأكثر أهمية لأنه يضر ببطانة الأوعية الدموية كاشفا الكولاجين حيث الصفائح الدموية تتجمع لبدء إصلاح الوعاء. إذا استمر ارتفاع ضغط الدم يمكن أن تتغير بنية الأوعية الدموية بحيث تصبح (ضيقة، مشوه).
يؤثر ضغط الدم إلى تدفق الدم في الأوعية الدموية التي اعتراها الضيق حيث تحدث السكتة الدماغية، ارتفاع ضغط الدم يمكن أن يسبب تمزق الأوعية مما يؤدي إلى نزيف داخل الجمجمة.
السكتة الدماغية تحدث عادة مع بداية مفاجئة لعجز عصبي، وتعزى إلى آفة مرضية في الأوعية الدموية. الأعراض العصبية تحدث في غضون ثوان لأن الخلايا العصبية تفتقر إلى الجليكوجين، لذلك يترافق الأمر مع فشل سريع للطاقة.

## العلامات والأعراض
تعتبر السكتة الدماغية الحادة أشيع الشكايات التي يحضر بها المصابين بالأمراض الدماغية الوعائية، وهي حالة يتأثر فيها تدفق الدم إلى الدماغ. تكون أعراض السكتة الدماغية سريعة الظهور عادةً، وقد تشمل: ضعف جانب واحد من الوجه أو الجسم وخدر في جانب واحد من الوجه أو الجسم وعدم القدرة على نطق الكلام أو فهمه وتغيرات في الرؤية وصعوبة في التوازن. قد يحضر مرضى السكتات الدماغية النزفية للطبيب بصداع شديد ومفاجئ مصحوب بتقيؤ وتيبس في الرقبة وتدني في الوعي. تختلف الأعراض حسب موقع المنطقة المصابة وحجمها. قد تحدث وذمة أو تورم في الدماغ، ما يزيد الضغط داخل الجمجمة، ويؤدي إلى فتق الدماغ. قد تسبب السكتة الدماغية، عندما تشمل مناطق رئيسية من الدماغ، السبات أو الموت.
تشمل الأعراض الأخرى للأمراض الدماغية الوعائية: الصداع النصفي والنوبات الصرعية والصرع والتدهور المعرفي. ومع ذلك، قد تبقى أمراض الدماغية الوعائية غير ملاحظة لسنوات عديدة، إلى أن تحدث سكتة دماغية حادة وتكشفها. قد تبدأ الأعراض في مرحلة الطفولة لدى الأشخاص المصابين بالأمراض الدماغية الوعائية الخلقية النادرة.

## الأسباب

### الأسباب الخلقية
تعرف الأمراض الخلقية بأنها حالات طبية موجودة منذ الولادة. قد تكون هذه الأمراض مرتبطة بالجينات أو موروثة. تتضمن الأمراض الدماغية الوعائية الخلقية: التشوهات الشريانية الوريدية ونزوف المطرس الإنتاشي ومتلازمة كاداسيل (اعتلال الشرايين الدماغية الذاتي السائد المترافق مع احتشاءات تحت قشرية واعتلال بيضاء الدماغ). في التشوهات الشريانية الوريدية، يكون تشابك الأوعية –كما يقترح الاسم- غير طبيعي. يصل سرير من الشعيرات الدموية بين الشرايين والأوردة عادةً؛ ما يحمي الأوردة من ضغط الدم المرتفع في الشرايين. في التشوه الشرياني الوريدي، ترتبط الشرايين مباشرةً بالأوردة، ما يزيد خطر حدوث تمزق وريدي ونزيف. يبلغ الاحتمال السنوي لتمزق التشوهات الشريانية الوريدية في الدماغ 2-4%. ومع ذلك، تمر العديد من التشوهات الشريانية الوريدية دون ملاحظة أو أعراض طوال حياة الشخص.
يحدث نزيف المطرس الإنتاشي في أدمغة الأطفال الخدج بسبب تمزق الأوعية الدموية الهشة في هذه المنطقة من الدماغ. تكون المنطقة غنية بالأوعية الدموية ضمن دماغ الطفل الذي لم يولد بعد، ومنها تنشأ خلايا الدماغ العصبية والدبقية. يرتفع احتمال النزف عندما يولد الطفل قبل عمر 32 أسبوع. تزيد الضغوط التي تتعرض لها المنطقة بعد الولادة، إلى جانب هشاشة الأوعية الدموية فيها، من خطر النزف. تتضمن العلامات والأعراض: خزل رخو ونوبات صرعية ووضعية شاذة وإيقاع تنفس غير منتظم.
تنجم متلازمة كاداسيل الوراثية عن طفرات في جين نوتش 3 الموجود على الكروموسوم 19. يرمز الجين نوتش 3 بروتين عبر غشائي وظيفته ما زالت غير معروفة بشكل جيد. ومع ذلك، تسبب الطفرة تراكم هذا البروتين داخل الأوعية الدموية الصغيرة والمتوسطة. يظهر هذا المرض في مرحلة البلوغ المبكرة على شكل سكتة دماغية وصداع نصفي واضطرابات مزاج وتدهور المعرفي. يُظهر التصوير بالرنين المغناطيسي تغيرات في المادة البيضاء مع علامات تدل على سكتات دماغية متكررة. يؤكد التشخيص عن طريق الاختبار الجينية.

### أسباب مكتسبة
تعبر الأمراض الدماغية الوعائية المكتسبة عن الحالات التي تصيب المرء خلال حياته، ويمكن الوقاية منها عن طريق التحكم بعوامل الخطر المؤهبة لها. تزداد الإصابة بالأمراض الدماغية الوعائية مع تقدم الفرد في العمر. تتضمن الأسباب التصلب العصيدي والانصمام وأمهات الدم وتسلخ الشرايين. يؤدي التصلب العصيدي إلى تضييق الأوعية الدموية وتقليل تروية الدماغ، ويزيد خطر تشكل الخثرات الدموية وانسداد أحد الشرايين داخل الدماغ. تشمل عوامل خطر التصلب العصيدي الرئيسية القابلة للتعديل والضبط ما يلي:
- ارتفاع ضغط الدم.
- التدخين.
- البدانة.
- الداء السكري.

يقلل التحكم بعوامل الخطر آنفة الذكر من التصلب العصيدي والسكتة الدماغية. يشكل الرجفان الأذيني عامل خطر رئيسي للسكتات الدماغية أيضًا. يؤدي الرجفان الأذيني إلى تشكل خثرات دموية داخل القلب. قد تنتقل تلك الخثرات إلى الشرايين داخل الدماغ وتسبب انسدادها، ما يمنع تدفق الدم إلى النسيج الدماغي، وبالتالي إلى السكتة الدماغية.

## أنواع فرعية من السكتة الدماغية
- نوبة نقص تروية عابرة (TIA). هذه الحالة الذي يتم فيها استعادة تدفق الدم بسرعة وأنسجة المخ يمكن أن تتعافى تماما والأعراض تعد عابرة فقط، دون ترك أية آثار.[17] من أجل تشخيص هذه الحالة يجب أن يتم حل جميع العلامات العصبية والأعراض خلال 24 ساعة دون وجود أدلة على أي سكتة ناتجة عن نقص التروية في تصوير الدماغ.[18]
- سكتة دماغية، تعد أكثرها شيوعا، عادة ما تتسبب في تجلط الدم في الأوعية الدماغية أو انسداد وعاء دموي من مصدر الشرايين القريبة أو من القلب، الذي يسد تماما أي من الأوعية الدموية في الدماغ.[19] يجب أن تستمر العلامات والأعراض العصبية أو مظاهر احتشاء الدماغ، لفترة أطول من 24 ساعة وذلك يظهر أساسا من خلال تقنيات التصوير.[20]
- نزف تحت العنكبوتية حيث يتسرب الدم من الأوعية الدموية مباشرة في أو حول الدماغ.[3] وتنتج الأعراض العصبية من تأثير كتلة الدم على البنى العصبية، أو من الآثار السامة للدم على أنسجة المخ، أو عن طريق زيادة الضغط داخل الجمجمة من ضغط داخل القحف.[21]

### الأسباب
ويمكن تقسيم أسباب الأمراض الدماغية الوعائية إلى:
تصلب الشرايين ، الانسداد، تمدد الأوعية الدموية ، حالات التدفق المنخفض، وأسباب أخرى نادرة. وتشمل عوامل الخطر الرئيسية:
- ارتفاع ضغط الدم
- تدخين
- السمنة المفرطة
- السكري.

### فزيولوجيا مرضية
ذات مرة كان هناك انخفاض في تدفق الدم الذي يستمر ثواني أنسجة خلالها تعاني أنسجة المخ من نقص التروية. إذا لم يتم استعادة انقطاع تدفق الدم في خلال دقائق معدودة، فإن الأنسجة تعاني احتشاء يليها موت الأنسجة. عندما يستمر انخفاض تدفق الدم في الدماغ لمدة أطول، فإن احتشاء في المناطق الحدودية (مناطق ضعف تدفق الدم بين توزيعات الشريان الدماغي الكبرى). في الحالات الأكثر شدة، فإن نقص الأكسجين يسبب نقصا في التروية إصابات الدماغ على نطاق واسع مما يؤدي إلى عواقب إدراكية حادة تسمى  نقص التأكسج الدماغي .
ويمكن للجلطات أيضا ان تنتج من الانسداد، والضرر وعلاوة على ذلك، فإن انسداد وعاء دموي من الشرايين الصغيرة يتسبب في عواقب خطرة. تمزق عفوي في أحد الاوعية الدموية في الدماغ يسبب سكتة دماغية نزفية. شكل آخر من أشكال الأمراض الدماغية الوعائية شكل آخر من أشكال الأمراض الدماغية الوعائية يتضمن تمدد الأوعية الدموية. يمكن أن يكون تمدد الأوعية الدموية الدماغية وراثيا في الطبيعة، وذلك بسبب تشوه جدار الشريان. تمدد الأوعية الدموية هذا يعد شائعا في الأشخاص الذين يعانون من الأمراض الوراثية (أمراض النسيج الضام، وأمراض الكلى المتعدد الكيسات، وتشوهات الشرايين والأوردة).